# Казанешти (Милкоју)
Казанешти (рум. Căzănești) насеље је у Румунији у округу Валча у општини Милкоју. Oпштина се налази на надморској висини од 437 m.

## Становништво
Према подацима из 2011. године у насељу је живело 140 становника.